# ピクニックatハンギング・ロック
『ピクニックatハンギング・ロック』（原題: Picnic at Hanging Rock）は、1975年に製作されたオーストラリアの映画。ジョーン・リンジーの同名小説の映画化作品。ピーター・ウィアー監督。

## ストーリー
1900年2月、オーストラリアビクトリア州。アップルヤード女学校の生徒十数名が、近くのハンギング・ロックと呼ばれる岩山へピクニックに出かける。
岩山の麓に着くと、なぜか教師たちの時計が12時で止まってしまうが、引率の女性教師マクロウ先生は磁気のせいだと言う。
午後になり、マリオン、ミランダ、アーマ、イーディスの4人が岩面を測定するため岩山に登る。途中、近くに住むマイクルらの家族と出会い、とりわけ美しいミランダを見たマイクルはその美しさに心を奪われる。
4人の生徒は岩山へ登ると、頂上近くの岩の上で昼寝をする。突然ミランダ、マリオン、アーマの3人が起き上がり、イーディスの呼びかけに応えず去ってしまい、イーディスは悲鳴を上げて逃げ帰る。
学校では、夜になっても戻らない生徒たちをアップルヤード校長が待っていたが、ようやく馬車が帰って来ると、3人の生徒とマクロウ先生までもが岩山で行方不明になったと知らされる。
岩山で捜索が行われるが手がかりは見つからない。イーディスは泣きながら皆の基へ帰る途中、厳格な性格のマクロウ先生が、なぜかスカートを履かず下着姿で登って行くのを見かけたと証言する。
失踪事件から1週間が過ぎたころ、ミランダを忘れられないマイクルは岩山に捜索へ行く。孤児でマイクルの弟分のアルバートが、心配して後を追うと倒れているマイクルを見つける。マイクルの手には、女性の服の一部と思われるレースの切れ端が握られていた。
その後、アルバートは岩陰で倒れているアーマを発見する。
発見されたアーマは気絶していたが、擦り傷程度の怪我しか見当たらず、とても1週間も岩山に居たとは思えない。また裸足で見つかったが足は無傷で、なぜかアーマの服の下のコルセットが無くなっている。
アーマが見つかり生徒達は喜ぶが、校長は事件後数人の生徒の親から娘を退学させると連絡があり、学校の評判に傷がついたことに苛立つ。
この頃から校長の行動と、学校がおかしなことになる。校長は授業料を滞納している生徒セーラに、復活祭までに支払わなければ退学させ施設に入れると通告する。
孤児院で育ったセーラは職員から虐待された過去があり、美しいミランダに憧れていたために彼女の失踪に心を痛める。
一方街には、ミランダ、マリオン、マクロウ先生の3人は死亡したと推定される、と書かれた紙が貼り出される。
その後アーマは意識を取り戻すが、失踪の日のことは何も憶えていない。
回復したアーマはヨーロッパに行くことになり、別れを告げるため学校に来る。しかし他の生徒たちはアーマへ失踪の真実を話すよう詰め寄り、ヒステリー状態になり大勢が泣き崩れ、アーマは逃げるように去って行く。
また教室の片隅では、セーラが「猫背を矯正する」という校長の命令で、壁際に縛りつけられている。
学校から次々と生徒が去って行き、教師も辞職する者が相次ぐ。校長はアルコールに溺れ、セーラに孤児院へ戻るよう言い渡す。
一方、アルバートは回復したマイクルに「セーラが別れを告げる夢を見た」と話す。アルバートは、実はセーラの生き別れの兄であるが、ずっと音信不通で妹のセーラがアップルヤードにいることを知らない。
翌日、2階の窓から身を投げたセーラの死体が温室で発見される。
事件から1ヶ月以上経った3月、岩山の麓でアップルヤード校長の死体が発見される。校長は岩山に登ろうとして転落したものと推測される。
失踪者の捜索は数年間続けられるが、今日まで謎のままである。

## キャスト
- ミランダ・セント・クレア：アン・ランバート（英語版）
- アップルヤード：レイチェル・ロバーツ
- マイクル：ドミニク・ガード（英語版）
- マドモアゼル・ポワテール：ヘレン・モース（英語版）
- セイラ：マーガレット・ネルソン
- イルマ：カレン・ロブソン（英語版）
- イーディス：クリスティーン・シュラー
- マリオン：ジェーン・ヴァリス
- ミス・マクロウ：ヴィヴィアン・グレイ（英語版）
- ハシー：マーティン・ヴォーン（英語版）
- ミス・ラムレイ：カースティ・チャイルド（英語版）
- ミンニー：ジャッキー・ウィーヴァー
- ホワイトヘッド：フランク・ガンネル
- トム：トニー・リュウェリン＝ジョーンズ

## 評価

### 興行成績
オーストラリア、ビクトリア州の興行収入報告書によると、本作は512万ドルの収入を得た。これは2009年のオーストラリアドルに換算すると、およそ3,000万ドルに相当し、監督のピーター・ウィアーはThe Australian Women's Weeklyにて、同年のオーストラリア国内において『ジョーズ』『タワーリング・インフェルノ』に次ぎ3番目に収益を上げたと語っている。

### 批評家の反応
本作は批評家から好評を得ている。
映画批評サイトのRotten Tomatoesは、35件のレビューに基づき94%の評価を示し、評価の平均点は10点中8.5点である。
また、批評家の総意を「視覚的に魅力的な本作はムードがあり、不安定で謎めいているが、オーストラリア映画の傑作であり、ピーター・ウィアー監督の初期の大成功だった」としている。
批評家のロジャー・イーバートは、4つ星満点中、最高点の4つ星を付けている。
また「ラッセル・ボイドの撮影は、ヘビやトカゲ、鳥や花など、ロック（岩山）の中の魅力的な映像を垣間見せる」と評した。さらに、本作がピーター・ウィアーの成功作であるとし、ウィアーの後の作品『トゥルーマン・ショー』なども取り上げた上で、「家にいれば大丈夫だ、という身の安全は、他の土地に彷徨うと消滅するかもしれない」という想像力がウィアーの底にあるだろうとしている。

### 受賞とノミネート
主な受賞歴を記す。
- オーストラリア映画協会賞（AACTA Award）

ノミネート - 作品賞、監督賞、脚本賞、撮影功績賞、主演女優賞（ヘレン・モース）、助演男優賞（トニー・リュウェリン＝ジョーンズ）、助演女優賞（アン＝ルイーズ・ランバート）
- 英国アカデミー賞（BAFTA Awards）

受賞 - 撮影監督賞（ラッセル・ボイド）
ノミネート - 衣装賞（ジュディス・ドルスマン）、サウンドトラック賞（グレッグ・ベル、ドン・コノリー）
- 英国撮影監督協会賞（BSC Award）

ノミネート - 撮影監督賞（ラッセル・ボイド）
- オーストラリア作家組合賞（AWG Award）

受賞 - 長編映画部門（クリフ・グリーン）
- タオルミーナ国際映画[注 2]（Taormina Film Fest）

受賞 - ゴールデンカリュブディス賞（ピーター・ウィアー）